# Bad Rehburg
Bad Rehburg este o localitate balneară ce aparține din anul 1971 de orașul Rehburg-Loccum din landul Saxonia Inferioară, Germania. Ea se află situată la ca. 5 km sud-vest de lacul Steinhuder Meer și la 12 km est de Weser pe colina înconjurată de păduri „Rehburger Berge”.